# Alexandru Sergiu Grosu
Alexandru Sergiu Grosu (ur. 16 maja 1986 w Kiszyniowie) – mołdawski piłkarz, od 2011 roku grający w klubie FC Tiraspol. Występuje na pozycji napastnika.

## Kariera klubowa
Grosu profesjonalną karierę rozpoczął w klubie CSCA-Rapid Kiszyniów, w którym występował do lata 2011 roku. Wówczas to podpisał umowę z FC Tiraspol.

## Kariera reprezentacyjna
W reprezentacji Mołdawii zadebiutował 14 sierpnia 2013 roku w towarzyskim meczu przeciwko Andorze. Na boisku przebywał do 68 minuty meczu.
| Mecze i gole w reprezentacji | Mecze i gole w reprezentacji | Mecze i gole w reprezentacji | Mecze i gole w reprezentacji | Mecze i gole w reprezentacji | Mecze i gole w reprezentacji | Mecze i gole w reprezentacji |
| #                            | Data                         | Stadion                      | Rywal                        | Wynik                        | Gol                          | Rozgrywki                    |
| 2013                         | 2013                         | 2013                         | 2013                         | 2013                         | 2013                         | 2013                         |
| ---------------------------- | ---------------------------- | ---------------------------- | ---------------------------- | ---------------------------- | ---------------------------- | ---------------------------- |
| 1.                           | 14.08.2013                   | Kiszyniów, Mołdawia          | Andora                       | 1:1                          | 0                            | towarzyski                   |

## Sukcesy
- Puchar Mołdawii: 2013